# Olindanymphes makarkini
Olindanymphes makarkini là một loài côn trùng trong họ Nymphidae thuộc bộ Neuroptera. Loài này được Martins-Neto miêu tả năm 2005.